# بورخا سانشيز
بورخا سانشيز (بالإسبانية: Borja Sánchez Luque) هو لاعب كرة قدم إسباني في مركز الدفاع، ولد في 12 أبريل 1978 في Lada, Asturias ‏ في إسبانيا. لعب مع ريال أوفييدو وريال سبورتينغ خيخون وسبورتينغ خيخون ب ونادي أوريويلا ونادي إيبار ونادي بورغوس ونادي لاردة ونادي هويسكا.

## وصلات خارجية
- بورخا سانشيز على موقع قاعدة بيانات كرة القدم.إي يو (الإنجليزية)